# Laura Soveral
Maria Laura do Soveral Rodrigues, dite Laura Soveral, est une actrice portugaise née le 23 mars 1933 à Benguela (Angola) et morte le 12 juillet 2018 à Lisbonne (Portugal).

## Biographie
Laura Soveral a joué pour de grands réalisateurs portugais tels Fernando Lopes (Uma Abelha na Chuva), Manoel de Oliveira (Val Abraham) et Miguel Gomes (Tabou), et a reçu un prix Sophia d'honneur en 2013.

## Filmographie partielle
- 1972 : Uma Abelha na Chuva de Fernando Lopes
- 1981 : Francisca de Manoel de Oliveira
- 1991 : La Divine Comédie de Manoel de Oliveira
- 1993 : Val Abraham de Manoel de Oliveira
- 1996 : Cinco Dias, Cinco Noites de José Fonseca e Costa
- 2002 : Le Dauphin de Fernando Lopes
- 2003 : Carême (Quaresma) de José Álvaro Morais
- 2004 : Portugal S.A. de Ruy Guerra
- 2005 : Le Fataliste (O Fatalista) de João Botelho : la grand-mère de Tiago
- 2005 : Alice de Marco Martins
- 2008 : Nuit de chien de Werner Schroeter
- 2010 : Le Film de l'intranquillité de João Botelho
- 2012 : Tabou de Miguel Gomes